# Gustavo Dezotti
Gustavo Abel Dezotti (Monte Buey, 14 de fevereiro de 1964) é um ex-futebolista argentino que atuava como atacante.

## Carreira
Iniciou a carreira no Newell's Old Boys, em 1982, atuando em 208 partidas até 1988, marcando 40 gols. Jogou também no futebol italiano, vestindo as camisas de Lazio (37 partidas e 9 gols) e Cremonese (154 jogos e 51 gols marcados). Atuou também por León e Atlas (ambos do México) e voltaria a seu país em 1998 para jogar no Quilmes, porém não entrou em campo.
Dezotti pendurou as chuteiras em 1998, jogando 9 partidas pelo Defensor Sporting, aos 34 anos.

## Seleção Argentina
Com passagem pela equipe Sub-20, Dezotti atuou em 9 jogos pela Seleção Argentina entre 1989 e 1990, marcando um gol. Integrou o elenco que disputou a Copa de 1990, realizada na Itália. Ao cometer uma falta sobre Jürgen Kohler, na decisão contra a Alemanha Ocidental, o atacante foi expulso, gerando reclamações dos companheiros de equipe, que contestaram a atitude do árbitro mexicano Edgardo Codesal - Maradona chegou a receber cartão amarelo. A partida foi a última de Dezotti pela Albiceleste.